# Orbamia renimacula
Orbamia renimacula là một loài bướm đêm trong họ Geometridae.